# Ad hoc
Az ad hoc (latin kifejezés, jelentése szó szerint: ’ehhez’, átvitt értelemben: ’csak ezért/azért’, ’éppen ez/az okból’, esetenként: ’csak úgy’) rendszerint eseti megoldást, hirtelen támadt ötletet jelent, mely nem általánosítható, csak egy speciális problémára adott válasz, az átfogó rendezés igénye nélkül. 

## Informatikában
Az "ad hoc" lekérdezéseket a rendszerek használata során, maguk a felhasználók teszik, célirányos feladatok ellátására. Ezek a lekérdezések a rendszerekbe nem mint beépített funkciók jelentkeznek.
Az ad hoc reporting általában olyan felületeken keresztül hajthatóak végre, melyek megengedik a felhasználóknak, hogy tetszőlegesen beállított, tetszőlegesen felépített paraméterekkel lekérdezésket indítsanak adatbázisokból. Az ilyen lekérdezéseknél ismerni kell a lekérdezendő adatszerkezeteket, melyek alapján a lekérdezések felépíthetőek. A rendszerek általában tartalmaznak un. query builder (lekérdezéskészítő) vizuális szolgáltatást, mely segítségével vizuálisan felépíthető a lekérdezés. A haladó felhasználók természetesen használhatják a különféle lekérdezőnyelveket is, melyek közül a legelterjedtebb az SQL.
Léteznek központi vezérlés nélküli, ad hoc Wi-Fi hálózatok, amelyek általában ideiglenes jelleggel jönnek létre. Ezek üzemeltetéséhez nem kell router vagy hozzáférési pont.

## Ad hoc hipotézis
A tudományban és a filozófiában az ad hoc azt jelenti, amikor egy elmélethez újabb külső hipotézist adnak annak érdekében, hogy megmentsék a cáfolattól. Az ad hoc hipotézisek az elméletben meglévő olyan anomáliákat kompenzálják, amelyeket az az eredeti formában nem tud megmagyarázni. A tudósok rendszerint szkeptikusak az olyan elméletekkel szemben amelyek rendszeresen alátámasztatlan kiegészítéseket tartalmaznak, hogy fenntartsák magukat. Az ad hoc hipotézisek gyakori jellemzői az áltudományos témáknak. A legtöbb tudományos ismeretanyag korábbi hipotézisek vagy elméletek módosításából keletkezett, de ezen módosításokat meg lehet különböztetni az ad hoc hipotézisektől azáltal, hogy a hozzáadott magyarázatok egyben falszifikálási lehetőséget is teremtenek.
Az ad hoc hipotézisek nem feltétlenül hamisak. Erre érdekes példa az Albert Einstein által hozzáadott kozmológiai állandó a relativitáselmélethez annak érdekében, hogy lehetséges legyen a statikus univerzum. Habár ő később erre úgy hivatkozott, mint a "legnagyobb blöffjére", végül kiderült, hogy nagyon jól igazodik a sötét energia elméleteihez.

## A jogban
- A jogi nyelvben az ad hoc jelentése alkalmi, szemben az állandóval. Néhány példa: ad hoc elkövetés, ad hoc bizottság, ad hoc választottbíróság.